# Mikael Dorsin
Mikael Frank Dorsin (Stockholm, 1981. október 6. –) svéd válogatott labdarúgó, jelenleg a Rosenborg játékosa. Posztját tekintve hátvéd.

## Sikerei, díjai
Djurgårdens IF
- Svéd másodosztály bajnoka (1): 2000
- Svéd bajnok (2): 2002, 2003
- Svéd kupagyőztes (1): 2002

Rosenborg
- Norvég bajnok (4): 2004, 2006, 2009, 2010

CFR Cluj
- Román bajnok (1): 2007–08
- Román kupagyőztes (1): 2008